# Timpson
Timpson è un comune (city) degli Stati Uniti d'America della contea di Shelby nello Stato del Texas. La popolazione era di 1.155 abitanti al censimento del 2010.

## Geografia fisica
Secondo lo United States Census Bureau, la città ha una superficie totale di 6,52 km², dei quali 6,51 km² di territorio e 0,01 km² di acque interne (0,16% del totale).

## Società

### Evoluzione demografica
Secondo il censimento del 2010, la popolazione era di 1.155 abitanti.

### Etnie e minoranze straniere
Secondo il censimento del 2010, la composizione etnica della città era formata dal 59,74% di bianchi, il 32,64% di afroamericani, lo 0% di nativi americani, lo 0,09% di asiatici, lo 0% di oceanici, il 5,45% di altre razze, e il 2,08% di due o più etnie. Ispanici o latinos di qualunque razza erano l'8,74% della popolazione.